# Enrique Villanueva
Enrique Villanueva ist eine philippinische Stadtgemeinde in der Provinz Siquijor. Sie hat 6104 Einwohner (Zensus 1. August 2015).

## Baranggays
Enrique Villanueva ist politisch in 14 Baranggays unterteilt.
- Balolong
- Bino-ongan
- Bitaug
- Bolot
- Camogao
- Cangmangki
- Libo
- Lomangcapan
- Lotloton
- Manan-ao
- Olave
- Parian
- Poblacion
- Tulapos